# Virola surinamensis
Virola surinamensis es una especie de planta con flor en la familia de las Myristicaceae. Se encuentra en Brasil, Costa Rica, Ecuador, Colombia, Guyana Francesa, Guyana, Panamá, Perú, Surinam, Venezuela. Recibe los nombres vernáculos de ucuuba y palo santo negro.
Sus hábitats naturales son selvas subtropical o tropical húmedas, de tierras bajas. Está amenazada por pérdida de hábitat.
La Virola surinamensis (Rol.) Warb., Popularmente conocido como ucuuba, es un árbol de unos 60m de altura, que se encuentra comúnmente en lugares pantanosos, por lo general cerca de igapós.
Árbol procedente de las tierras bajas de la región amazónica que se extiende su presencia a la Maranhão y Pernambuco. El nombre del árbol significa en lengua indígena regiones UCU (grasa) y YBA (árbol), prefiere inundadas, alcanzando una altura de 25 a 35 m. Un árbol maduro puede producir entre 30 a 50 kg de semillas por año. Las semillas son ricas en grasa (60 - El 70%) y el rendimiento de aceite / sebo puede alcanzar hasta 50% por kilogramo de semilla seca. Una plantación de 150 árboles por hectárea se pueden cosechar hasta 7.000 kilogramos de semillas, que producen 3.500 kg de grasa / hectárea. El crecimiento de ucuuba en el campo puede alcanzar hasta 3 m en dos años. La madera de este árbol es de excelente calidad para contrachapado y chapa, que amenaza con intensidad el recurso forestal restante.

## El uso popular
Comúnmente, el aceite se utiliza para hacer velas y como combustible para lámparas de iluminación, que en la quema emite un olor aromático. En la medicina popular, sobre todo, se aplica con éxito en el tratamiento del reumatismo, la artritis, los calambres, el tordo y hemorróidas. La mantequilla ucuuba, que es dura y de color amarillento, puede ser utilizado en combinación con otros ingredientes para la producción de velas y jabones verduras, y un sustituto para el petróleo vegetal derivado de cera. Los jabones y cremas a base de ucuuba tiene antiinflamatorio, cicatrizante, revitalizante y probada antiséptico.

## Usos
El árbol tiene buena madera y se usa industrialmente debido a esto.
Virola surinamensis se conoce popularmente como "mucuíba", "ucuuba" o "hacer ucuúba igapó"
La fruta contiene ácido láurico (78,000-115,000 ppm).

## Taxonomía
Virola surinamensis fue descrita por (Rol.) Warb. y publicado en Journal of Botany, British and Foreign 66: 141. 1928.
Sinonimia
- Myristica fatua Sw.
- Myristica fatua Houtt.
- Myristica gracilis A.DC.
- Myristica sebifera var. longifolia Lam.
- Myristica surinamensis Rol. ex Rottb.
- Myristica surinamensis Rol.
- Palala gracilis (A.DC.) Kuntze
- Palala surinamensis (Rol. ex Rottb.) Kuntze
- Virola carinata var. gracilis Warb.
- Virola glaziovii Warb.
- Virola nobilis A.C. Sm.[8]